# Cykling under sommer-OL 2020 – Enkeltstart (herrer)
Landevejscyklingens enkeltstart for herrer under Sommer-OL 2020 fandt sted onsdag den 28. juli 2021.
Ruten var 44,2 km lang og startede og sluttede på Fuji International Speedway stadion. De første 2,7 km kørtes på Fuji Speedway, hvorefter der kørtes ud på en rundstrækning, der indeholdte en enkelt mindre stigning på 5,4 km og en stigning på 221 meter. Efter stigningen var der nedkørsel i 5,2 km indtil indkørslen til Fuji Speedway, hvor der skulle tilbagelægges 9,3 km inden der kørtes ud igen på anden omgang på rundstrækningen.

## Resultater
| Placering                        | Rygnummer | Rytter                  | Nation                    | Tid        | Forskel    |
| -------------------------------- | --------- | ----------------------- | ------------------------- | ---------- | ---------- |
| 1                                | 7         | Primož Roglič           | Slovenien                 | 55:04.19   |            |
| 2. plads, sølvmedaljemodtager(e) | 10        | Tom Dumoulin            | Holland                   | 56:05.58   | + 1:01.39  |
| 3                                | 5         | Rohan Dennis            | Australien                | 56:08.09   | + 1:03.90  |
| 4                                | 3         | Stefan Küng             | Schweiz                   | 56:08.49   | + 1:04.30  |
| 5                                | 1         | Filippo Ganna           | Italien                   | 56:09.93   | + 1:05.74  |
| 6                                | 2         | Wout van Aert           | Belgien                   | 56:44.72   | + 1:40.53  |
| 7                                | 8         | Kasper Asgreen          | Danmark                   | 56:52.21   | + 1:48.02  |
| 8                                | 19        | Rigoberto Urán          | Colombia                  | 57:18.69   | + 2:14.50  |
| 9                                | 24        | Remco Evenepoel         | Belgien                   | 57:21.27   | + 2:17.08  |
| 10                               | 12        | Patrick Bevin           | New Zealand               | 57:24.29   | + 2:20.10  |
| 11                               | 23        | Alberto Bettiol         | Italien                   | 57:38.06   | + 2:33.87  |
| 12                               | 6         | Geraint Thomas          | Storbritannien            | 57:46.61   | + 2:42.42  |
| 13                               | 33        | Hugo Houle              | Canada                    | 57:56.46   | + 2:52.27  |
| 14                               | 34        | Stefan de Bod           | Sydafrika                 | 57:57.10   | + 2:52.91  |
| 15                               | 14        | Maximilian Schachmann   | Tyskland                  | 58:33.82   | + 3:29.63  |
| 16                               | 9         | João Almeida            | Portugal                  | 58:33.97   | + 3:29.78  |
| 17                               | 4         | Rémi Cavagna            | Frankrig                  | 58:39.06   | + 3:34.87  |
| 18                               | 16        | Maciej Bodnar           | Polen                     | 58:47.10   | + 3:42.91  |
| 19                               | 35        | Nikias Arndt            | Tyskland                  | 58:49.39   | + 3:45.20  |
| 20                               | 15        | Aleksandr Vlasov        | Ruslands Olympiske Komité | 58:55.40   | + 3:51.21  |
| 21                               | 27        | Nelson Oliveira         | Portugal                  | 58:59.22   | + 3:55.03  |
| 22                               | 32        | Tanel Kangert           | Estland                   | 59:05.25   | + 4:01.06  |
| 23                               | 13        | Tobias Foss             | Norge                     | 59:51.68   | + 4:47.49  |
| 24                               | 11        | Brandon McNulty         | USA                       | 59:57.73   | + 4:53.54  |
| 25                               | 29        | George Bennett          | New Zealand               | 1:00:28.39 | + 5:24.20  |
| 26                               | 30        | Michael Kukrle          | Tjekkiet                  | 1:00:41.55 | + 5:37.36  |
| 27                               | 25        | Richie Porte            | Australien                | 1:00:53.67 | + 5:49.48  |
| 28                               | 31        | Nicolas Roche           | Irland                    | 1:01:23.13 | + 6:18.94  |
| 29                               | 26        | Tao Geoghegan Hart      | Storbritannien            | 1:01:44.81 | + 6:40.42  |
| 30                               | 21        | Toms Skujiņš            | Letland                   | 1:02:04.93 | + 7:00.74  |
| 31                               | 20        | Patrick Konrad          | Østrig                    | 1:02:05.08 | + 7:00.89  |
| 32                               | 18        | Aleksej Lutsenko        | Kasakhstan                | 1:02:21.67 | + 7:17.48  |
| 33                               | 36        | Amanuel Ghebreigzabhier | Eritrea                   | 1:03:22.80 | + 8:18.61  |
| 34                               | 28        | Lawson Craddock         | USA                       | 1:03:52.99 | + 8:48.80  |
| 35                               | 38        | Saeid Safarzadeh        | Iran                      | 1:05:14.62 | + 10:10.43 |
| 36                               | 37        | Azzedine Lagab          | Algeriet                  | 1:05:21.53 | + 10:17.34 |
| 37                               | 22        | Lukáš Kubiš             | Slovakiet                 | 1:06:25.20 | + 11:21.01 |
| 38                               | 39        | Ahmad Wais              | Olympiske flygtningehold  | 1:08:40.46 | + 13.36.27 |
| —                                | 17        | Ion Izagirre            | Spanien                   | DNF        | DNF        |

## Deltagere
| Italien ITA | Italien ITA   | Italien ITA |
| ----------- | ------------- | ----------- |
| Nr.         | Rytter        | Placering   |
| 1           | Filippo Ganna | 5.          |

| Belgien BEL | Belgien BEL   | Belgien BEL |
| ----------- | ------------- | ----------- |
| Nr.         | Rytter        | Placering   |
| 2           | Wout van Aert | 6.          |

| Schweiz SUI | Schweiz SUI | Schweiz SUI |
| ----------- | ----------- | ----------- |
| Nr.         | Rytter      | Placering   |
| 3           | Stefan Küng | 4.          |

| Frankrig FRA | Frankrig FRA | Frankrig FRA |
| ------------ | ------------ | ------------ |
| Nr.          | Rytter       | Placering    |
| 4            | Rémi Cavagna | 17.          |

| Australien AUS | Australien AUS | Australien AUS |
| -------------- | -------------- | -------------- |
| Nr.            | Rytter         | Placering      |
| 5              | Rohan Dennis   | 3.             |

| Storbritannien GBR | Storbritannien GBR | Storbritannien GBR |
| ------------------ | ------------------ | ------------------ |
| Nr.                | Rytter             | Placering          |
| 6                  | Geraint Thomas     | 12.                |

| Slovenien SLO | Slovenien SLO | Slovenien SLO |
| ------------- | ------------- | ------------- |
| Nr.           | Rytter        | Placering     |
| 7             | Primož Roglič | 1.            |

| Danmark DEN | Danmark DEN    | Danmark DEN |
| ----------- | -------------- | ----------- |
| Nr.         | Rytter         | Placering   |
| 8           | Kasper Asgreen | 7.          |

| Portugal POR | Portugal POR | Portugal POR |
| ------------ | ------------ | ------------ |
| Nr.          | Rytter       | Placering    |
| 9            | João Almeida | 16.          |

| Holland NED | Holland NED  | Holland NED |
| ----------- | ------------ | ----------- |
| Nr.         | Rytter       | Placering   |
| 10          | Tom Dumoulin | 2.          |

| USA USA | USA USA         | USA USA   |
| ------- | --------------- | --------- |
| Nr.     | Rytter          | Placering |
| 11      | Brandon McNulty | 24.       |

| New Zealand NZL | New Zealand NZL | New Zealand NZL |
| --------------- | --------------- | --------------- |
| Nr.             | Rytter          | Placering       |
| 12              | Patrick Bevin   | 10.             |

| Norge NOR | Norge NOR   | Norge NOR |
| --------- | ----------- | --------- |
| Nr.       | Rytter      | Placering |
| 13        | Tobias Foss | 23.       |

| Tyskland GER | Tyskland GER          | Tyskland GER |
| ------------ | --------------------- | ------------ |
| Nr.          | Rytter                | Placering    |
| 14           | Maximilian Schachmann | 15.          |

| Ruslands Olympiske Komité ROC | Ruslands Olympiske Komité ROC | Ruslands Olympiske Komité ROC |
| ----------------------------- | ----------------------------- | ----------------------------- |
| Nr.                           | Rytter                        | Placering                     |
| 15                            | Aleksandr Vlasov              | 20.                           |

| Polen POL | Polen POL     | Polen POL |
| --------- | ------------- | --------- |
| Nr.       | Rytter        | Placering |
| 16        | Maciej Bodnar | 18.       |

| Spanien ESP | Spanien ESP  | Spanien ESP |
| ----------- | ------------ | ----------- |
| Nr.         | Rytter       | Placering   |
| 17          | Jon Izagirre | DNF         |

| Kasakhstan KAZ | Kasakhstan KAZ   | Kasakhstan KAZ |
| -------------- | ---------------- | -------------- |
| Nr.            | Rytter           | Placering      |
| 18             | Aleksej Lutsenko | 32.            |

| Colombia COL | Colombia COL   | Colombia COL |
| ------------ | -------------- | ------------ |
| Nr.          | Rytter         | Placering    |
| 19           | Rigoberto Urán | 8.           |

| Østrig AUT | Østrig AUT     | Østrig AUT |
| ---------- | -------------- | ---------- |
| Nr.        | Rytter         | Placering  |
| 20         | Patrick Konrad | 31.        |

| Letland LAT | Letland LAT  | Letland LAT |
| ----------- | ------------ | ----------- |
| Nr.         | Rytter       | Placering   |
| 21          | Toms Skujiņš | 30.         |

| Slovakiet SVK | Slovakiet SVK | Slovakiet SVK |
| ------------- | ------------- | ------------- |
| Nr.           | Rytter        | Placering     |
| 22            | Lukáš Kubiš   | 37.           |

| Italien ITA | Italien ITA     | Italien ITA |
| ----------- | --------------- | ----------- |
| Nr.         | Rytter          | Placering   |
| 23          | Alberto Bettiol | 11.         |

| Belgien BEL | Belgien BEL     | Belgien BEL |
| ----------- | --------------- | ----------- |
| Nr.         | Rytter          | Placering   |
| 24          | Remco Evenepoel | 9.          |

| Australien AUS | Australien AUS | Australien AUS |
| -------------- | -------------- | -------------- |
| Nr.            | Rytter         | Placering      |
| 25             | Richie Porte   | 27.            |

| Storbritannien GBR | Storbritannien GBR | Storbritannien GBR |
| ------------------ | ------------------ | ------------------ |
| Nr.                | Rytter             | Placering          |
| 26                 | Tao Geoghegan Hart | 29.                |

| Portugal POR | Portugal POR    | Portugal POR |
| ------------ | --------------- | ------------ |
| Nr.          | Rytter          | Placering    |
| 27           | Nelson Oliveira | 21.          |

| USA USA | USA USA         | USA USA   |
| ------- | --------------- | --------- |
| Nr.     | Rytter          | Placering |
| 28      | Lawson Craddock | 34.       |

| New Zealand NZL | New Zealand NZL | New Zealand NZL |
| --------------- | --------------- | --------------- |
| Nr.             | Rytter          | Placering       |
| 29              | George Bennett  | 25.             |

| Tjekkiet CZE | Tjekkiet CZE   | Tjekkiet CZE |
| ------------ | -------------- | ------------ |
| Nr.          | Rytter         | Placering    |
| 30           | Michael Kukrle | 26.          |

| Irland IRL | Irland IRL    | Irland IRL |
| ---------- | ------------- | ---------- |
| Nr.        | Rytter        | Placering  |
| 31         | Nicolas Roche | 28.        |

| Estland EST | Estland EST   | Estland EST |
| ----------- | ------------- | ----------- |
| Nr.         | Rytter        | Placering   |
| 32          | Tanel Kangert | 22.         |

| Canada CAN | Canada CAN | Canada CAN |
| ---------- | ---------- | ---------- |
| Nr.        | Rytter     | Placering  |
| 33         | Hugo Houle | 13.        |

| Sydafrika RSA | Sydafrika RSA | Sydafrika RSA |
| ------------- | ------------- | ------------- |
| Nr.           | Rytter        | Placering     |
| 34            | Stefan de Bod | 14.           |

| Tyskland GER | Tyskland GER | Tyskland GER |
| ------------ | ------------ | ------------ |
| Nr.          | Rytter       | Placering    |
| 35           | Nikias Arndt | 19.          |

| Eritrea ERI | Eritrea ERI             | Eritrea ERI |
| ----------- | ----------------------- | ----------- |
| Nr.         | Rytter                  | Placering   |
| 36          | Amanuel Ghebreigzabhier | 33.         |

| Algeriet ALG | Algeriet ALG   | Algeriet ALG |
| ------------ | -------------- | ------------ |
| Nr.          | Rytter         | Placering    |
| 37           | Azzedine Lagab | 36.          |

| Iran IRI | Iran IRI         | Iran IRI  |
| -------- | ---------------- | --------- |
| Nr.      | Rytter           | Placering |
| 38       | Saeid Safarzadeh | 35.       |

| Det olympiske flygtningehold EOR | Det olympiske flygtningehold EOR | Det olympiske flygtningehold EOR |
| -------------------------------- | -------------------------------- | -------------------------------- |
| Nr.                              | Rytter                           | Placering                        |
| 39                               | Ahmad Wais                       | 38.                              |

| Italien ITA | Italien ITA   | Italien ITA |
| ----------- | ------------- | ----------- |
| Nr.         | Rytter        | Placering   |
| 1           | Filippo Ganna | 5.          |

| Belgien BEL | Belgien BEL   | Belgien BEL |
| ----------- | ------------- | ----------- |
| Nr.         | Rytter        | Placering   |
| 2           | Wout van Aert | 6.          |

| Schweiz SUI | Schweiz SUI | Schweiz SUI |
| ----------- | ----------- | ----------- |
| Nr.         | Rytter      | Placering   |
| 3           | Stefan Küng | 4.          |

| Frankrig FRA | Frankrig FRA | Frankrig FRA |
| ------------ | ------------ | ------------ |
| Nr.          | Rytter       | Placering    |
| 4            | Rémi Cavagna | 17.          |

| Australien AUS | Australien AUS | Australien AUS |
| -------------- | -------------- | -------------- |
| Nr.            | Rytter         | Placering      |
| 5              | Rohan Dennis   | 3.             |

| Storbritannien GBR | Storbritannien GBR | Storbritannien GBR |
| ------------------ | ------------------ | ------------------ |
| Nr.                | Rytter             | Placering          |
| 6                  | Geraint Thomas     | 12.                |

| Slovenien SLO | Slovenien SLO | Slovenien SLO |
| ------------- | ------------- | ------------- |
| Nr.           | Rytter        | Placering     |
| 7             | Primož Roglič | 1.            |

| Danmark DEN | Danmark DEN    | Danmark DEN |
| ----------- | -------------- | ----------- |
| Nr.         | Rytter         | Placering   |
| 8           | Kasper Asgreen | 7.          |

| Portugal POR | Portugal POR | Portugal POR |
| ------------ | ------------ | ------------ |
| Nr.          | Rytter       | Placering    |
| 9            | João Almeida | 16.          |

| Holland NED | Holland NED  | Holland NED |
| ----------- | ------------ | ----------- |
| Nr.         | Rytter       | Placering   |
| 10          | Tom Dumoulin | 2.          |

| USA USA | USA USA         | USA USA   |
| ------- | --------------- | --------- |
| Nr.     | Rytter          | Placering |
| 11      | Brandon McNulty | 24.       |

| New Zealand NZL | New Zealand NZL | New Zealand NZL |
| --------------- | --------------- | --------------- |
| Nr.             | Rytter          | Placering       |
| 12              | Patrick Bevin   | 10.             |

| Norge NOR | Norge NOR   | Norge NOR |
| --------- | ----------- | --------- |
| Nr.       | Rytter      | Placering |
| 13        | Tobias Foss | 23.       |

| Tyskland GER | Tyskland GER          | Tyskland GER |
| ------------ | --------------------- | ------------ |
| Nr.          | Rytter                | Placering    |
| 14           | Maximilian Schachmann | 15.          |

| Ruslands Olympiske Komité ROC | Ruslands Olympiske Komité ROC | Ruslands Olympiske Komité ROC |
| ----------------------------- | ----------------------------- | ----------------------------- |
| Nr.                           | Rytter                        | Placering                     |
| 15                            | Aleksandr Vlasov              | 20.                           |

| Polen POL | Polen POL     | Polen POL |
| --------- | ------------- | --------- |
| Nr.       | Rytter        | Placering |
| 16        | Maciej Bodnar | 18.       |

| Spanien ESP | Spanien ESP  | Spanien ESP |
| ----------- | ------------ | ----------- |
| Nr.         | Rytter       | Placering   |
| 17          | Jon Izagirre | DNF         |

| Kasakhstan KAZ | Kasakhstan KAZ   | Kasakhstan KAZ |
| -------------- | ---------------- | -------------- |
| Nr.            | Rytter           | Placering      |
| 18             | Aleksej Lutsenko | 32.            |

| Colombia COL | Colombia COL   | Colombia COL |
| ------------ | -------------- | ------------ |
| Nr.          | Rytter         | Placering    |
| 19           | Rigoberto Urán | 8.           |

| Østrig AUT | Østrig AUT     | Østrig AUT |
| ---------- | -------------- | ---------- |
| Nr.        | Rytter         | Placering  |
| 20         | Patrick Konrad | 31.        |

| Letland LAT | Letland LAT  | Letland LAT |
| ----------- | ------------ | ----------- |
| Nr.         | Rytter       | Placering   |
| 21          | Toms Skujiņš | 30.         |

| Slovakiet SVK | Slovakiet SVK | Slovakiet SVK |
| ------------- | ------------- | ------------- |
| Nr.           | Rytter        | Placering     |
| 22            | Lukáš Kubiš   | 37.           |

| Italien ITA | Italien ITA     | Italien ITA |
| ----------- | --------------- | ----------- |
| Nr.         | Rytter          | Placering   |
| 23          | Alberto Bettiol | 11.         |

| Belgien BEL | Belgien BEL     | Belgien BEL |
| ----------- | --------------- | ----------- |
| Nr.         | Rytter          | Placering   |
| 24          | Remco Evenepoel | 9.          |

| Australien AUS | Australien AUS | Australien AUS |
| -------------- | -------------- | -------------- |
| Nr.            | Rytter         | Placering      |
| 25             | Richie Porte   | 27.            |

| Storbritannien GBR | Storbritannien GBR | Storbritannien GBR |
| ------------------ | ------------------ | ------------------ |
| Nr.                | Rytter             | Placering          |
| 26                 | Tao Geoghegan Hart | 29.                |

| Portugal POR | Portugal POR    | Portugal POR |
| ------------ | --------------- | ------------ |
| Nr.          | Rytter          | Placering    |
| 27           | Nelson Oliveira | 21.          |

| USA USA | USA USA         | USA USA   |
| ------- | --------------- | --------- |
| Nr.     | Rytter          | Placering |
| 28      | Lawson Craddock | 34.       |

| New Zealand NZL | New Zealand NZL | New Zealand NZL |
| --------------- | --------------- | --------------- |
| Nr.             | Rytter          | Placering       |
| 29              | George Bennett  | 25.             |

| Tjekkiet CZE | Tjekkiet CZE   | Tjekkiet CZE |
| ------------ | -------------- | ------------ |
| Nr.          | Rytter         | Placering    |
| 30           | Michael Kukrle | 26.          |

| Irland IRL | Irland IRL    | Irland IRL |
| ---------- | ------------- | ---------- |
| Nr.        | Rytter        | Placering  |
| 31         | Nicolas Roche | 28.        |

| Estland EST | Estland EST   | Estland EST |
| ----------- | ------------- | ----------- |
| Nr.         | Rytter        | Placering   |
| 32          | Tanel Kangert | 22.         |

| Canada CAN | Canada CAN | Canada CAN |
| ---------- | ---------- | ---------- |
| Nr.        | Rytter     | Placering  |
| 33         | Hugo Houle | 13.        |

| Sydafrika RSA | Sydafrika RSA | Sydafrika RSA |
| ------------- | ------------- | ------------- |
| Nr.           | Rytter        | Placering     |
| 34            | Stefan de Bod | 14.           |

| Tyskland GER | Tyskland GER | Tyskland GER |
| ------------ | ------------ | ------------ |
| Nr.          | Rytter       | Placering    |
| 35           | Nikias Arndt | 19.          |

| Eritrea ERI | Eritrea ERI             | Eritrea ERI |
| ----------- | ----------------------- | ----------- |
| Nr.         | Rytter                  | Placering   |
| 36          | Amanuel Ghebreigzabhier | 33.         |

| Algeriet ALG | Algeriet ALG   | Algeriet ALG |
| ------------ | -------------- | ------------ |
| Nr.          | Rytter         | Placering    |
| 37           | Azzedine Lagab | 36.          |

| Iran IRI | Iran IRI         | Iran IRI  |
| -------- | ---------------- | --------- |
| Nr.      | Rytter           | Placering |
| 38       | Saeid Safarzadeh | 35.       |

| Det olympiske flygtningehold EOR | Det olympiske flygtningehold EOR | Det olympiske flygtningehold EOR |
| -------------------------------- | -------------------------------- | -------------------------------- |
| Nr.                              | Rytter                           | Placering                        |
| 39                               | Ahmad Wais                       | 38.                              |